# Teenuse
Teenuse est un village de la commune de Märjamaa du comté de Rapla en Estonie.